# Nemoria paurocaula
Nemoria paurocaula är en fjärilsart som beskrevs av Louis Beethoven Prout 1932. Nemoria paurocaula ingår i släktet Nemoria och familjen mätare. Inga underarter finns listade i Catalogue of Life.